# Thomas Cook Airlines
Let's Go!
Thomas Cook Airlines ou Thomas Cook Airlines UK est une compagnie aérienne britannique disparue, issue d'une fusion à partir de MyTravel Airways entre autres. Elle dépendait du groupe touristique Thomas Cook au même titre que  Thomas Cook Airlines Scandinavia et Condor.
La compagnie avait transporté 8 120 815 passagers en 2010, et disposait d'une flotte de 42 Airbus et Boeing pendant la période de pointe de la saison d'été, ce qui en faisait la quatrième compagnie aérienne britannique pour le nombre de passagers transportés.
La compagnie fait faillite le 23 septembre 2019 après que les fonds nécessaires pour la sauvegarde du groupe mère Thomas Cook n'aient pas pu être trouvés. 600 000 voyageurs sont bloqués par la faillite.
Le dernier vol de la compagnie a été le vol TCX2643 le 23 septembre 2019 entre l'aéroport international d'Orlando et l'aéroport de Manchester. 
Beaucoup de compagnies aériennes dont EasyJet ; Hifly ; British Airways ; Virgin Atlantic ; EuroAtlantic Airways ; Eastern Airways ; Malaysia Airlines se sont joints pour le sauvetage et le rapatriement des quelque 600 000 voyageurs bloqués par la faillite.   
Code AITA : MT, code OACI : TCX.

## Flotte
Au 19 novembre 2018, la flotte de Thomas Cook Airlines était composée de 42 appareils :

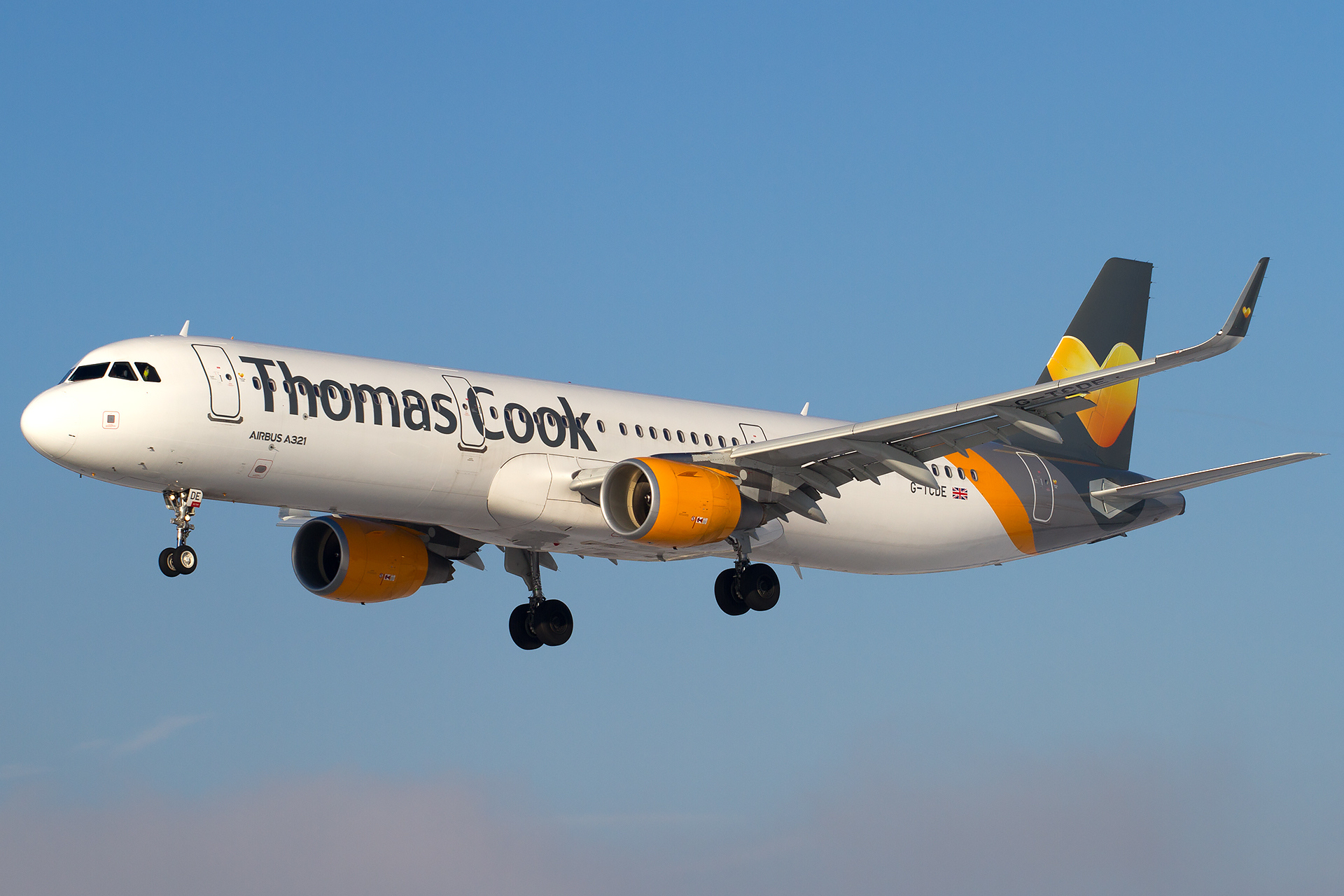
Airbus A321-211 de Thomas Cook Airlines